# Anyone I Want to Be
Anyone I Want to Be – singel polskiej piosenkarki Roksany Węgiel, wydany 6 listopada 2018 nakładem wytwórni Universal Music Polska. Piosenkę skomponowali Maegan Cottone, Nathan Duvall, Cutfather, Peter Wallevik i Daniel Davidsen, a słowa napisali Małgorzata Uściłowska i Patryk Kumór.
Do piosenki został zrealizowany oficjalny teledysk, który został opublikowany premierowo 6 listopada 2018 na kanale „Junior Eurovision Song Contest” w serwisie YouTube. Za jego reżyserię odpowiadała Anna Chylkowska.
Kompozycja reprezentowała Polskę w 16. Konkursie Piosenki Eurowizji Junior w Mińsku. 25 listopada 2018 wygrała w finale, zdobywając największą liczbę 215 punktów w głosowaniu jurorów i internautów.
Utwór został wykorzystany do promocji filmu animowanego Manu. Bądź sobą!. Na potrzeby animacji przygotowano nową wersję teledysku do przeboju „Anyone I Want to Be”.
30 października 2019 singel osiągnął status platynowej płyty.

## Lista utworów
Singel CD
1. „Anyone I Want to Be” – 2:58

## Notowania na listach przebojów

### Pozycje na listach airplay
| Kraj   | Lista (2018)               | Najwyższa pozycja |
| ------ | -------------------------- | ----------------- |
| Polska | AirPlay – Top              | 4                 |
| Polska | AirPlay – Nowości          | 5                 |
| Polska | AirPlay – Największe skoki | 1                 |

## Certyfikat
| Kraj          | Certyfikat | Sprzedaż |
| ------------- | ---------- | -------- |
| Polska (ZPAV) | platyna    | 20 000+  |